# Тутельман Броніслав Нафтулович
Броніслав Нафтулович Тутельман (12 липня 1950, м. Чернівці) — український художник-живописець, майстер фотографії, інсталяції. Заслужений діяч мистецтв України (2010).

## Біографія
Народився 12.07.1950 р., м. Чернівці. Навчався в Одеському державному художньому училищі ім. М. Б. Грекова на факультеті живопису. Працює в Чернівецькій спеціалізованій школі І-ІІІ ступенів № 41. Вільний художник. Займається живописом, інсталяцією, кольоровою фотографією.

## Виставкова діяльність
Персональні виставки: Москва (1976, 1983, 1984,1988), Київ (1996, 1997, 1998-99, 2001), Львів (1906, 2007—2008), Чернівці (1997, 1989, 1999, 2006-2007, 2023), Стамбул (1990), Відень (1991—1992), Берлін (1991, 1992), Ізраїль (1993), Австрія (1994), Угорщина (1998).